# Елітсерія з хокею 1933—1934
Елітсерія: 1933—1934 — 7-й сезон у Елітсерії, що була на той час найвищою за рівнем клубною лігою у шведському хокеї з шайбою.
У чемпіонаті взяли участь 8 клубів. Турнір проходив у два кола.
Переможцем змагань став клуб «Гаммарбю» ІФ (Стокгольм).

## Турнірна таблиця
|   | Команда                            | І  | В  | Н | П  | Ш       | О  |
| - | ---------------------------------- | -- | -- | - | -- | ------- | -- |
| 1 | «Гаммарбю» ІФ (Стокгольм)          | 14 | 11 | 0 | 3  | 41 - 20 | 22 |
| 2 | АІК Стокгольм                      | 14 | 9  | 2 | 3  | 38 - 12 | 20 |
| 3 | Седертельє СК                      | 14 | 9  | 2 | 3  | 29 - 16 | 20 |
| 4 | УоІФ «Маттеуспойкарна» (Стокгольм) | 14 | 6  | 4 | 4  | 19 - 21 | 16 |
| 5 | ІК «Йота» (Стокгольм)              | 14 | 7  | 1 | 6  | 30 - 19 | 15 |
| 6 | Нака СК                            | 14 | 4  | 2 | 8  | 15 - 27 | 10 |
| 7 | ІФК Стокгольм                      | 14 | 1  | 3 | 10 | 11 - 41 | 5  |
| 8 | «Юргорден» ІФ (Стокгольм)          | 14 | 2  | 0 | 12 | 12 - 39 | 4  |